# Mozzik
Грамоз Алију (алб. Gramoz Aliu; Урошевац, 29. септембар 1995), познат као Mozzik, албански је репер и певач са Косова и Метохије. Почео је да се бави музиком у раној младости, пре него што је наставио професионалну каријеру као репер. Постао је познат на албанском говорном подручју Балкана, након што је потписао уговор са дискографском кућом On Records. Касније је стекао славу на немачком говорном подручју Европе, поготово после сарадње са својом супругом и певачицом, Љореданом Зефи. Њихове сарадње су постигле комерцијални успех у Аустрији, Немачкој и Швајцарској, а нашле су се и на врху топ-листа у поменутим земљама. Затим је потписао уговор са кућом Sony Music Germany.

## Биографија

### 1995—2020: Пробој и
Рођен је 29. септембра 1995. године у Урошевцу у албанској породици. Има старијег брата који је такође репер и текстописац, а познат је под именом Getinjo. Потписавши уговор са дискографском кућом On Records, Mozzik је стекао велику славу на албанском говорном подручју Балкана. У јануару 2020. најавио је сарадњу са албанском реперком Tayna преко објаве на друштвеним медијима. Њихов сингл, под називом „Edhe ti”, објављен је истог месеца, а нашао се на топ-листама у Албанији, Немачкој и Швајцарској. У фебруару 2020. објавио је синглове „Auf Wiedersehen” и „Tom & Jerry”, док је први сингл у потпуности написан на немачком језику.

### 2021—данас:и
У септембру 2021. објавио је први албум направљен у сарадњи са швајцарском реперком Љореданом. Пет синглова су претходила објављивању албума: „Rosenkrieg”, „Oh Digga”, „Nëse Don”, „Mit Mir” и „Immer Wenn Es Regnet”. У фебруару 2022. објавио је други студијски албум Lamboziki са успешним сингловима „Shko”, „Bonjour Madame” са албанским певачем Noizy-јем, као и „Ska” са Ељваном Ђата.

## Приватни живот
Године 2018. оженио се швајцарском реперком Љореданом Зефи. Љоредана је родила њихову ћерку у децембру 2018. у свом родном граду, Луцерну. Раздвојили су се у октобру 2019, али су 2021. сарађивали на свом албуму No Rich Parents.

## Дискографија
- (2020)
- (2021)
- (2022)